# Élections législatives polonaises de 1930
Les élections législatives polonaises de 1930, également connues comme les « élections de Brest » se déroulent le 16 novembre 1930. Ce sont les quatrièmes élections de la Deuxième République. Elles sont remportées par le Bloc non partisan de collaboration avec le gouvernement (Bezpartyjny Blok Współpracy z Rządem, ZLN) - membre de la coalition Sanacja - avec 247 sièges sur les 444 du Sejm et 76 sur les 111 du Sénat. Les restes des sièges reviennent à des candidats indépendants. 
Ces élections sont connues pour être les moins libres de l'histoire de la Deuxième République, en raison de la controverse du procès de Brest. Elles sont truquées par les membres de la coalition Sanacja du gouvernement polonais, qui est sous le contrôle de Józef Piłsudski.
Les élections étaient régies par la Constitution d'avril 1935 La participation électorale s'élève à 75 %.

## Des élections peu démocratiques

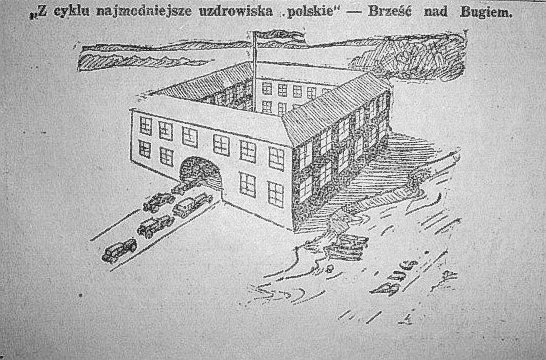
Caricature de l'époque sur le procès de Brest.

Les élections étaient supposées avoir lieu en mai, mais le gouvernement invalide les résultats de mai avec la dissolution du Parlement en août ainsi que la pression des partis d'opposition pour l'organisation d'un nouveau scrutin. À cause de manifestations, les membres de l'opposition, dont la plupart sont des dirigeants de la coalition Centrolew (Polska Partia Socjalistyczna, Parti du peuple « Piast », Parti du peuple « Wyzwolenie »), sont arrêtés en septembre sans mandat préalable, uniquement sur l'ordre du ministre de la Sécurité intérieure, Felicjan Sławoj Składkowski, qui les accuse de manœuvres antigouvernementales. Les membres de l'opposition (dont l'ancien Premier ministre Wincenty Witos, le député Wojciech Korfanty et le chef du PPS Mieczysław Niedziałkowski) sont emprisonnés dans la forteresse de Brest-Litovsk, où leur procès a eu lieu (d'où le nom populaire donné aux élections de 1930 : « les élections de Brest »). Un certain nombre de militants moins connus ont été arrêtés à travers le pays. Le procès de Brest prend fin en janvier 1932, avec des peines allant jusqu'à trois ans d'emprisonnement. Certains des condamnés préfèrent émigrer.
En outre, les minorités nationales font l'objet de discrimination, notamment dans les provinces de l'est, représentées par le Bloc ukraino-biélorusse (Blok Ukraińsko-Białoruski). Le 24 novembre 1930, le magazine britannique Time titre ainsi sa couverture des élections : « au cours de la campagne qui a mis fin aux élections générales de Pologne la semaine dernière, les livres de l'opposition ont été censurés sans pitié ». La revue cite aussi le président Józef Piłsudski, lequel déclarait le 9 juillet 1928 : « Le Parlement est une prostituée ! ». Néanmoins, malgré la pression des gouvernements étrangers, les membres de l'opposition (notamment la coalition Centrolew) peuvent siéger au Parlement. L'emprisonnement et le procès d'opposants politiques est pourtant un revers pour la démocratie polonaise.

## Résultats
| Parti/Coalition                        | Sejm   | Sejm | Sénat                                | Sénat |
| Parti/Coalition                        | Nombre | %    | Nombre                               | %     |
| -------------------------------------- | ------ | ---- | ------------------------------------ | ----- |
| Stronnictwo Narodowe                   | 64     | -    | 12                                   | -     |
| Bezpartyjny Blok Współpracy z Rządem   | 247    | -    | 76                                   | -     |
| Chrzescijańska Demokracja              | 14     | -    | 2                                    | -     |
| Centrolew (coalition de 5 partis)      | -      | -    | 14                                   | -     |
| Polskie Stronnictwo Ludowe-Piast       | 15     | -    | 14 membres de la coalition Centrolew | -     |
| Narodowa Partia Robotnicza             | 10     | -    | 14 membres de la coalition Centrolew | -     |
| Stronnictwo Chłopskie                  | 17     | -    | 14 membres de la coalition Centrolew | -     |
| Polskie Stronnitctwo Ludowe-Wyzwolenie | 14     | -    | 14 membres de la coalition Centrolew | -     |
| Parti Socialiste Polonais              | 24     | -    | 14 membres de la coalition Centrolew | -     |
| Polska Partia Socjalistyczna-Lewica    | 1      | -    | -                                    | -     |
| Parti Communiste Polonais              | 5      | -    | -                                    | -     |
| Blok Ukraińsko-Białoruski              | 21     | -    | 4                                    | -     |
| Blok Mniejszości Narodowych            | 12     | -    | 3                                    | -     |

## Sources
- (en) Cet article est partiellement ou en totalité issu de l’article de Wikipédia en anglais intitulé « Polish legislative election, 1930 » (voir la liste des auteurs).